# Lukas Holzhausen
Lukas Holzhausen (* 11. August 1967 in Männedorf, Schweiz) ist ein Schweizer Schauspieler und Regisseur.
Lukas Holzhausen ist in Zürich aufgewachsen, wo er auch seine Ausbildung an der Schauspielakademie Zürich absolvierte.
Es folgten Festengagements am Schauspielhaus Graz, dem Bremer Theater, dem Schauspiel Frankfurt, dem Schauspiel Köln, dem Hamburger Schauspielhaus und dem Schauspielhaus Zürich. Er arbeitete unter anderem mit den Regisseuren Martin Kušej, Stefan Kimmig, Dušan David Pařízek, Sebastian Baumgarten, Michael Thalheimer, Alexander Riemenschneider, Peter Greenaway, Friedericke Heller und Kevin Rittberger.
Neben seiner Tätigkeit als Schauspieler ist er auch immer wieder als Regisseur tätig („Die Sorglosen“, „Schnitzler-Unter uns“ am Schauspiel Köln). Von 2011 bis 2015 war Lukas Holzhausen festes Ensemblemitglied am Schauspielhaus Zürich. In den Spielzeiten 2015/16 bis 2018/19 war er festes Ensemblemitglied am Volkstheater Wien, wo er auch als Regisseur tätig ist. Zur Spielzeit 2019/20 wurde er unter der Intendanz von Sonja Anders an das Schauspiel Hannover als festes Ensemblemitglied engagiert.
Holzhausen war mit der Schauspielerin Anja Herden liiert.

## Filmographie (Auswahl)
- 2021: Der Zürich-Krimi: Borchert und der eisige Tod (Fernsehreihe)

## Auszeichnungen
- 2022: Einladung zum Berliner Theatertreffen mit der Theateradaption von Christian Barons Ein Mann seiner Klasse
- 2017: Nominiert für den Nestroy als bester Schauspieler Menschenfeind; Alceste
- 2019: Nominiert für den Nestroy als bester Schauspieler König Ottokars Glück und Ende; Rudolf v. Habsburg